# 河合俊雄
河合俊雄（日语：河合 俊雄，1957年9月30日—），是日本心理學家，京都大學未來研究中心教授，河合隼雄基金會理事長，日本榮格分析師協會理事。父親是榮格心理學家河合隼雄。

## 經歷
1982年完成京都大學教育研究碩士學位，1987年取得蘇黎世大學博士學位，1990年獲得榮格分析師資格。

## 中文出版書籍
- 《當村上春樹遇見榮格：從《1Q84》的夢物語談起》（村上春樹の「物語」─夢テキストとして読み解く），2014年，繁體中文由心靈工坊出版，ISBN 978-986-357-019-6

### 編選作品
- 河合隼雄「孩子與幻想」系列

1. 《孩子與惡》，2016年，繁體中文由心靈工坊出版，ISBN 978-986-357-066-0
2. 《轉大人的辛苦》，2016年，繁體中文由心靈工坊出版，ISBN 978-986-357-067-7
3. 《青春的夢與遊戲》，2016年，繁體中文由心靈工坊出版，ISBN 978-986-357-073-8
4. 《故事裡的不可思議》，2016年，繁體中文由心靈工坊出版，ISBN 978-986-357-081-3
5. 《閱讀孩子的書》，2017年，繁體中文由心靈工坊出版，ISBN 978-986-357-082-0
6. 《閱讀奇幻文學》，2017年，繁體中文由心靈工坊出版，ISBN 978-986-357-090-5

- 河合隼雄「故事與日本人的心」系列

1. 《源氏物語與日本人》，2018年，繁體中文由心靈工坊出版，ISBN 978-986-357-124-7
2. 《神話心理學》，2018年，繁體中文由心靈工坊出版，ISBN 978-986-357-127-8
3. 《民間故事啟示錄》，2018年，繁體中文由心靈工坊出版，ISBN 978-986-357-138-4
4. 《活在故事裡》，2019年，繁體中文由心靈工坊出版，ISBN 978-986-357-141-4
5. 《日本人的傳說與心靈（典藏版）》，2019年，繁體中文由心靈工坊出版，ISBN 978-986-357-150-6
6. 《神話與日本人的心》，2019年，繁體中文由心靈工坊出版，ISBN 978-986-357-163-6

## 延伸閱讀
- 「編父親的書，是我與他的第三次相會。」──專訪心理學家河合俊雄 （页面存档备份，存于）